# Sandöfjord
Sandöfjord is een fjord van de Botnische Golf. Hier stroomt het merendeel van het rivierwater uit het stroomgebied van de Lule de golf in. De fjord sluit qua stroming aan op de Svartösundet. De fjord heeft een tweetal baaien: Klubbviken en Gråsalsviken; zij liggen aan Sandön.